# Vi de la Provença

Denominacions AOC de la Provença

La Provença és una de les regions vinícoles més vastes de França. El vi de la Provença per excel·lència és el rosat.
La major part dels vins són produïts per cooperatives. El 60% de la producció és de vins rosats, predominant la tècnica del vi gris, resultant frescos i fruitosos indicats per beure a l'estiu. La producció de vins negres va en augment, en part per l'interès de nous productors forans que han plantat ceps no autòctons com el cabernet sauvignon i han millorat la vinificació del cep negre de qualitat més estès a la regió, el mourvèdre.

## Geografia
A la Provença el sol és generós, la pluja és suficient durant l'hivern, i la topografia proporciona llocs protegits contra el fort mestral, denominació a la regió del vent del nord que, provenint dels Alps, es reforça per la vall del Roine. Els sòls són variats, de pedra o grava, i sempre ben drenats en els pendents.
La regió vinícola cobreix pràcticament dos departaments, Var i les Boques del Roine, més petites zones de la resta de la regió de Provença – Alps – Costa Blava. S'estén des dels Alps, al nord i a l'est, fins al riu Roine a l'oest, amb el litoral mediterrani al sud entre Niça i el delta del Roine.

## Denominacions
En l'apartat de vins de qualitat VQPRD es distingeixen tres denominacions regionals de gran extensió i altres denominacions locals de pocs municipis:
- Denominacions regionals:
  - AOC Côtes de Provence
  - AOC Coteaux d'Aix-en-Provence
  - AOC Coteaux varois en Provence
- Denominacions locals:
  - AOC Côtes de Provence Fréjus, al voltant de Frejús.
  - AOC Côtes de Provence Sainte-Victoire, al peu de Mont Venturi.
  - AOC Coteaux de Pierrevert, al voltant de Pierrevert.
  - AOC Bandol, al voltant de Bandòu.
  - AOC Bellet, als afores de Niça.
  - AOC Cassís, a Cassís, a l'est de Marsella.
  - AOC Palette, als afores d'Ais de Provença.
  - AOC Les Baux de Provence, al voltant de Baus.

La més important, Côtes de Provence, se situa principalment al sud, entre Toló a l'oest i Frejús a l'est, més algunes parcel·les prop de Marsella i al voltant de Trets. La denominació Coteaux d'Aix-en-Provence es troba a l'oest, al voltant d'Ais de Provença i fins al Roine. Entre les dues zones se situa la denominació Coteaux varois en Provence creada el 1983.
Les dimensions d'aquests denominacions regionals fan que els estils i tipus de vi siguin variables, i predomini el nom del terrer o del propietari. Un bon nombre de propietats es troben al litoral on el desenvolupament immobiliari està guanyant terreny. El massís de Mauras forma una barrera entre la costa i la vall interior que, al voltant de Lo Luc, té bones vinyes.
En la categoria de vins de país existeixen les següents denominacions:
- Regional: Vin de pays Portes de Méditérranée
- Departamentals: un per cada departament de la regió.
- De zona: 
  - Vin de pays des Coteaux du Verdon
  - Vin de pays de Mont-Caume
  - Vin de pays des Maures
  - Vin de pays d'Argens
  - Vin de pays de la Sainte Baume
  - Vin de pays des Alpilles
  - Vin de pays d'Aigues
  - Vin de pays de la Principauté d'Orange

## Vinificació
Dos de cada tres botelles de Côtes de Provence són de vi rosat. Això és degut al fet que les varietats més esteses, la garnatxa i la carinyena, són poc expressives i estan plantades en terrenys plans que donen rendiments alts. S'aconsegueixen vins rosats amb personalitat quan, a més de les varietats locals, s'inclou un cert percentatge de bones varietats negres.
El samsó s'utilitza parcialment en el negres, i el sirà aporta perfum, color i personalitat. El mourvèdre és tradicionalment la millor varietat negra de la regió, present en les zones litorals i particularment a Bandòu. El cabernet sauvignon s'ha plantat en noves propietats, sobretot a les zones de l'interior i al voltant de Baus.
Els vins blancs són escassos. En general, els vins rosats, el blancs i la majoria dels negres són vins joves, frescos i fruitosos.